# René Écuyer
Pour les articles homonymes, voir Écuyer.
René Écuyer est un nageur français né le 4 septembre 1956.
Il est membre de l'équipe de France aux Jeux olympiques d'été de 1976 à Montréal, où il échoue en séries de qualification du 100 mètres nage libre, et aux Jeux olympiques d'été de 1980,  terminant septième du 100 mètres nage libre et cinquième du relais 4x100 mètres quatre nages.
Il a été champion de France de natation sur 100 mètres papillon en hiver 1979, sur 50 mètres nage libre en hiver 1980 et sur 100 mètres nage libre à huit reprises (été 1976, hiver et été 1977, hiver et été 1979, hiver 1980).
En club, il a été licencié au CN Nice et au CN Antibes.